# Epsilon Chamaeleontis
Epsilon Chamaeleontis (37 Chamaeleontis) é uma estrela dupla na direção da constelação de Chamaeleon. Possui uma ascensão reta de 11h 59m 37.69s e uma declinação de −78° 13′ 18.5″. Sua magnitude aparente é igual a 4.88. Considerando sua distância de 364 anos-luz em relação à Terra, sua magnitude absoluta é igual a −0.36. Pertence à classe espectral B9Vn.